# Castello di Antognolla
Il castello di Antognolla è un imponente insediamento fortificato sito a nord di Perugia, posto alle pendici nord del Monte Tezio.

## Storia del castello

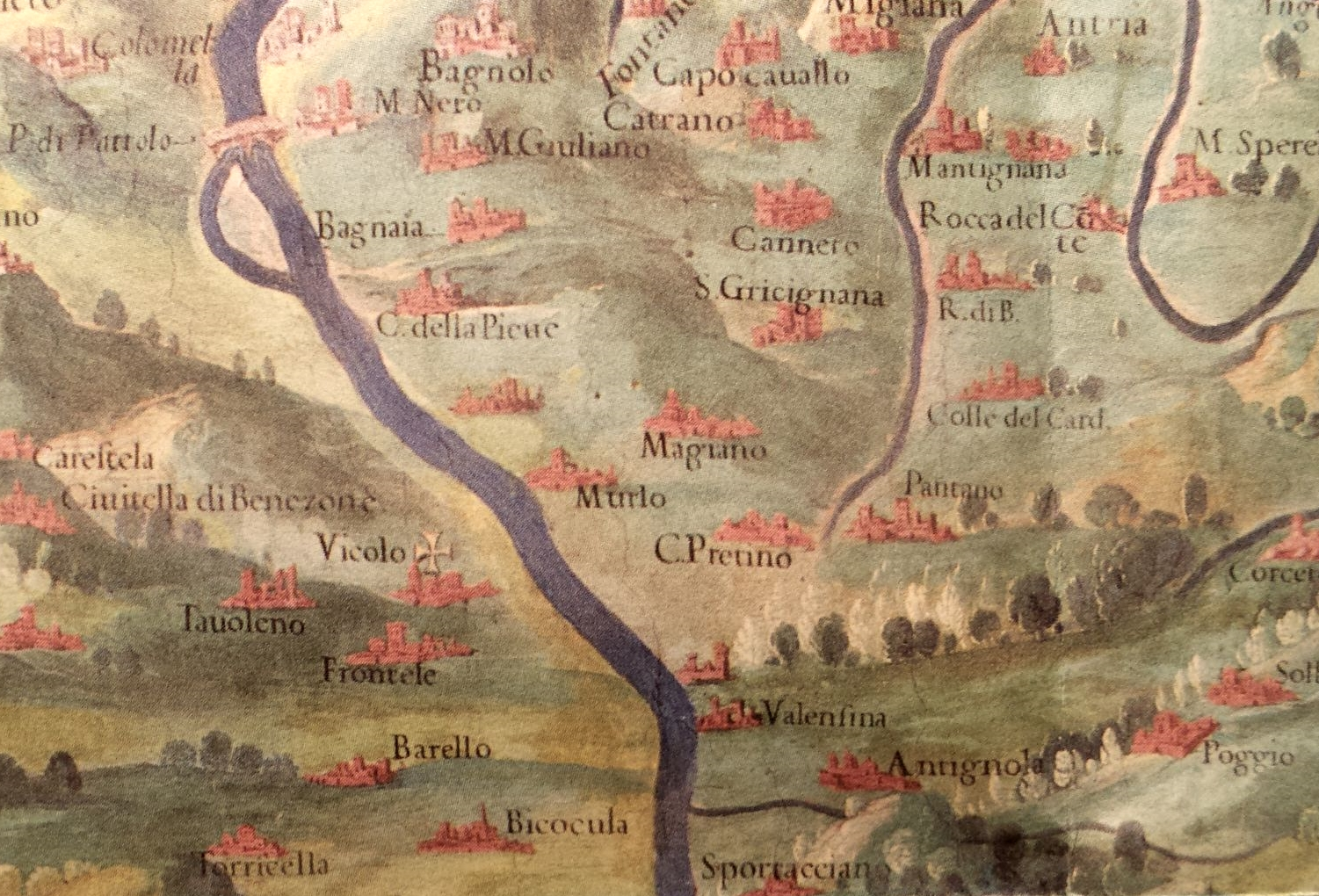
Contado Perugino nel 1580

Il suo nome deriva dalla famiglia Antognolla o Antognolli, una delle più antiche e nobili famiglie perugine, che abitava in Porta Santa Susanna e di cui molto si parla nelle cronache fin dal XII secolo.
L'epoca di costruzione del castello non è nota; le prime notizie su questa località risalgono al 1174, anno in cui si attesta la presenza di un monastero di benedettini dedicato a San Pietro, di cui l'unica testimonianza rimasta è la cripta della chiesa dedicata a Sant'Agata.
Per motivi non precisati, l'insediamento, da monastico, divenne strettamente militare; a metà del 1200 è citato come castrum e risulta essere già di proprietà della famiglia degli Antognolla.
Con la bolla pontificia del 1399, Papa Bonifacio IX elevò a feudo la contea di Antognolla concedendola a Ruggero di Antognolla e ai suoi eredi per i servigi resi alla Santa Sede.
Nel 1628 divenne proprietà di Cornelio Oddi che, insieme ai suoi fratelli, possedeva già nella zona il castello di Murlo, il castello di Valenzina e il castello di Procoio.
Nel 1836, insieme ad altre proprietà nella valle quali i castelli di Valenzina e Murlo, la contea di Antognolla venne acquistata da Giovanni Battista Guglielmi di Roma, che provvide a numerosi restauri. Il Guglielmi fu investito dei titoli di Conte di Antognolla  e Marchese di Valenzina oltre che ad altre distinzioni nobiliari e cavalleresche: da quel momento in poi i membri di questa famiglia aggiunsero il predicato del titolo comitale, diventando Guglielmi d'Antognolla. La famiglia Guglielmi per mancanza di eredi maschi ne cedette la proprietà nel 1921 e, dopo alcuni passaggi di mano, finì tra i beni di una delle società facente capo alla famiglia Agnelli.
Oggi il castello e la tenuta sono interessati da un importante intervento di sviluppo turistico.
Attualmente il castello è di proprietà di Andrey Yakunin, magnate russo figlio dell'oligarca Vladimir, già presidente delle ferrovie russe.